# Ильичёв, Вячеслав Александрович
Вячесла́в Алекса́ндрович Ильичёв (род. 18 июля 1938, г. Долгопрудный Московской области) — советский и российский учёный, доктор технических наук, профессор, директор Научно-исследовательского, проектно-изыскательского и конструкторско-технологического института оснований и подземных сооружений (НИИОСП) имени Н. М. Герсеванова. Первый вице-президент Российской академии архитектуры и строительных наук, заслуженный деятель науки Российской Федерации, почётный строитель России, почётный строитель Москвы, академик Международной инженерной академии, президент Российского общества по механике грунтов, геотехнике и фундаментостроению.

## Биография
Родился в семье инженеров-строителей. Окончил 346-ю среднюю школу в г. Москва с серебряной медалью (1955). Окончил Московский инженерно-строительный институт им. В. В. Куйбышева (1960, с отличием), факультет «Промышленное и гражданское строительство». Поступил в аспирантуру на кафедру сопротивления материалов (научный руководитель профессор С. Н. Никифоров). Кандидат технических наук (1965). Работал в лаборатории динамики в ЦНИИСК им. В.А. Кучеренко.
Доктор технических наук (1975). Заведующий лабораторией динамики грунтов НИИОСП имени Н. М. Герсеванова. Директор НИИОСП с 1985 года по 2006 год. Президент Российского общества по механике грунтов, геотехнике и фундаментостроению (РОМГГиФ).
Фундаментальные результаты в области механики грунтов, фундаментостроения и строительной механики, в разработке ряда теоретических проблем динамики и сейсмостойкости оснований и фундаментов промышленных и гражданских зданий и сооружений.
Член редколлегии специализированных журналов: «Основания, фундаменты и механика грунтов», «Строительная механика и расчёт сооружений», «Жилищное строительство».
Является автором 250 научных работ, в том числе одной монографии, и 5 изобретений, 5 справочников

## Награды
- Орден «Знак Почёта»
- орден преподобного Сергия Радонежского III степени
- медали ВДНХ и ВВЦ
- лауреат премии имени И. М. Губкина